# هو شیائو-شین
هو شیائو-شین (انگلیسی: Hou Hsiao-Hsien؛ زادهٔ ۸ آوریل ۱۹۴۷) یک هنرپیشه، کارگردان، و خواننده اهل تایوان است. او یکی از چهره‌های پیشرو در جنبش موج نوی سینمای تایوان است.
وی همچنین برنده جوایزی همچون جایزه هیئت داوران (جشنواره فیلم کن) شده‌است.

## زندگی‌نامه
هو شیائو-شین در سال ۱۹۴۷ در گوانگ‌دونگ چین به دنیا آمد. او و خانواده‌اش به دلیل جنگ داخلی چین مجبور به فرار به کشور تایوان شدند. او فارغ‌التحصیل آکادمی هنرهای ملی تایوان است.

## فیلم‌شناسی

### کارگردانی
| سال  | عنوان فارسی                        | عنوان اصلی                | توضیح                                                 |
| ---- | ---------------------------------- | ------------------------- | ----------------------------------------------------- |
| ۱۹۸۰ | دختر بانمک                         | 就是溜溜的她              | اولین فیلم بلند                                       |
| ۱۹۸۱ | نسیم خوش                           | 風兒踢踏踩                |                                                       |
| ۱۹۸۲ | سبزه سبز سبز خانه                  | 在那河畔青草青            |                                                       |
| ۱۹۸۳ | مرد ساندویچی                       | 兒子的大玩偶              | کارگردانی با وان جن و تسنگ چوانگ-هسیانگ               |
| ۱۹۸۳ | پسری از فنگ کویی                   | 風櫃來的人                | جایزه بالن طلایی جشنواره سه قاره در سال ۱۹۸۴          |
| ۱۹۸۴ | تابستانی در خانه پدربزرگ           | 冬冬的假期                | جایزه بالن طلایی جشنواره سه قاره در سال ۱۹۸۵          |
| ۱۹۸۵ | زمانی برای زیستن و زمانی برای مردن | 童年往事                  | جایزه فیپرشی در سی و ششمین دوره جشنواره فیلم برلین    |
| ۱۹۸۶ | غبار در باد                        | 戀戀風塵                  | شرکت در جشنواره سه قاره نانت                          |
| ۱۹۸۷ | دختری از رود نیل                   | 尼羅河的女兒              | شرکت در جشنواره فیلم کن سال ۱۹۸۸                      |
| ۱۹۸۹ | شهر اندوه                          | 悲情城市                  | شیر طلایی چهل و ششمین دوره جشنواره فیلم ونیز ۱۹۸۹     |
| ۱۹۹۳ | استاد عروسک گردان                  | 戲夢人生                  | جایزه هیئت داوران در جشنواره فیلم کن ۱۹۹۳             |
| ۱۹۹۵ | مردان خوب، زنان خوب                | 好男好女                  | جایزه بهترین فیلم داستانی در جشنواره فیلم هاوایی ۱۹۹۵ |
| ۱۹۹۶ | خداحافظ جنوب، خداحافظ              | 南國再見，南國            | شرکت در جشنواره فیلم کن ۱۹۹۶                          |
| ۱۹۹۸ | گل‌های شانگهای                      | 海上花                    | شرکت در جشنواره فیلم کن ۱۹۹۸                          |
| ۲۰۰۱ | مامبوی هزاره                       | 千禧曼波                  | جایزه بزرگ جشنواره فیلم کن ۲۰۰۱                       |
| ۲۰۰۳ | کافه لومیر                         | 咖啡時光                  | شرکت در جشنواره فیلم ونیز ۲۰۰۴                        |
| ۲۰۰۵ | سه دوران                           | 最好的時光                | شرکت در جشنواره فیلم کن ۲۰۰۵                          |
| ۲۰۰۸ | پرواز بادکنک قرمز                  | Le Voyage du Ballon Rouge | تولید در فرانسه                                       |
| ۲۰۱۱ | La Belle Epoque                    | 黃金之弦                  |                                                       |
| ۲۰۱۵ | آدم‌کش                              | 聶隱娘                    | نمایش در بخش مسابقه جشنواره کن ۲۰۱۵                   |